# Silnik elektryczny

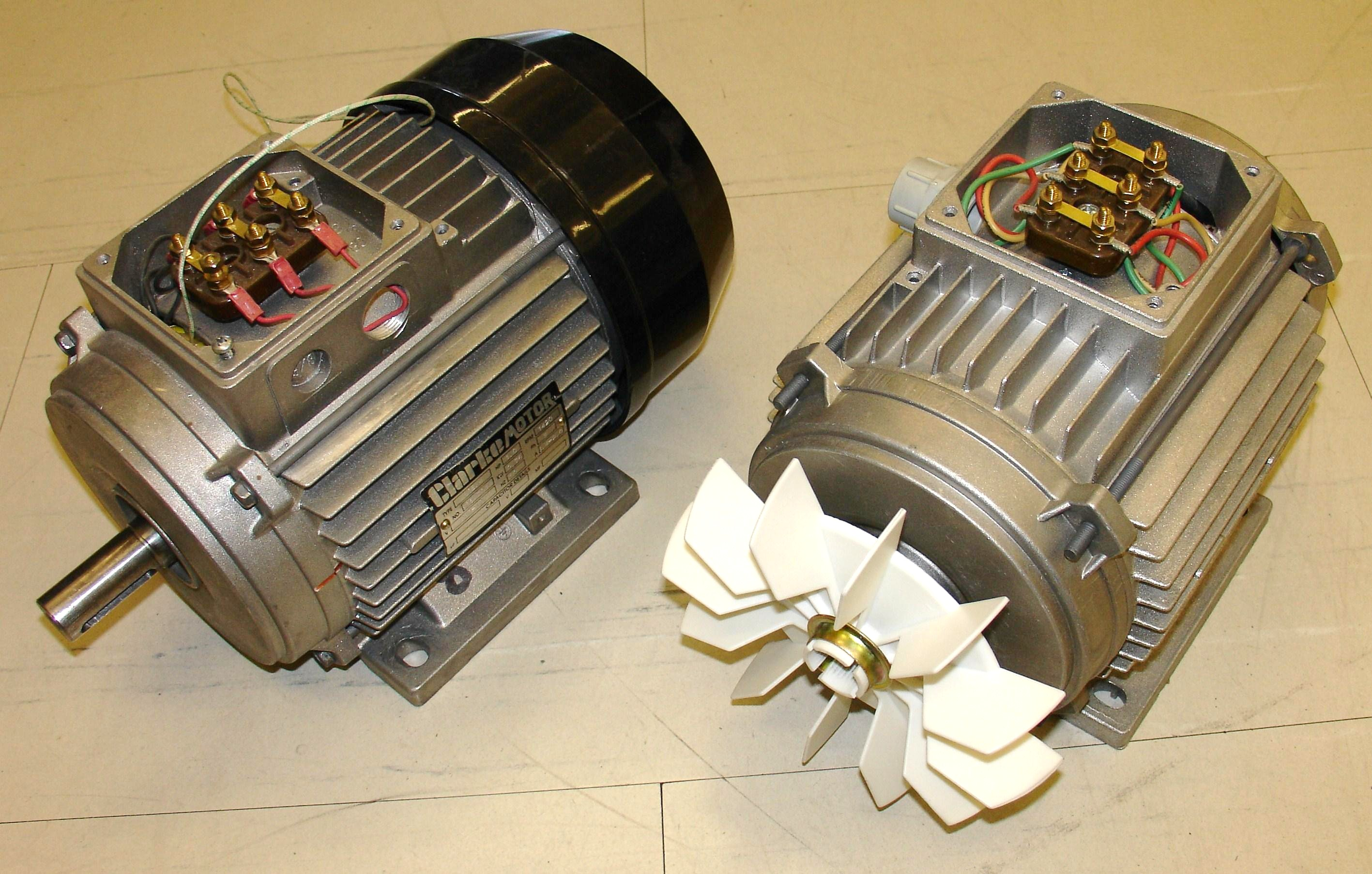
Typowe trójfazowe asynchroniczne silniki elektryczne

Silnik elektryczny – maszyna elektryczna, w której energia elektryczna zamieniana jest na energię mechaniczną.

## Podział

### Sposób zasilania
- silniki zasilane napięciem stałym
  - silnik elektryczny obcowzbudny, silnik prądu stałego z magnesami trwałymi
  - silniki elektryczne
    - bocznikowy, szeregowy
- silniki zasilane napięciem przemiennym
  - jednofazowe
    - klatkowy, szeregowy

  - trójfazowe
    - klatkowy, liniowy, pierścieniowy

  - zasilane dwustronnie
    - synchroniczny, asynchroniczny-synchronizowany

### Prędkość obrotowa
Prędkość obrotowa jest to liczba obrotów wirnika wykonywanych w danej jednostce czasu (powszechnie przedstawiana w minutach). W silnikach synchronicznych prądu przemiennego wirnik obraca się synchronicznie do obrotu pola magnetycznego, zależnego od częstotliwości prądu oraz liczby par biegunów magnetycznych:
{\displaystyle n_{s}=60{\frac {f}{p}},}
gdzie:
{\displaystyle n_{s}} – prędkość synchroniczna,
{\displaystyle f} – częstotliwość (liczba cykli zmiany prądu na sekundę),
{\displaystyle p} – liczba par biegunów.
Silniki asynchroniczne mają zazwyczaj obroty nieco mniejsze od obrotów pola magnetycznego i określa się je często w stosunku do obrotów synchronicznych:
{\displaystyle n=n_{s}(1-s),}
gdzie:
{\displaystyle n} – prędkość wirowania wirnika,
{\displaystyle n_{s}} – prędkość synchroniczna,
{\displaystyle s} – poślizg.

### Budowa specjalna lub zastosowanie
- do pracy dorywczej
- do pracy długiej
- do pracy przerywanej
- dwuwirnikowy
- dźwignicowy
- głębinowy
- histerezowy
- kołnierzowy
- kompensowany
- komutatorowy
- komutatorowy o przesuwnych szczotkach
- liniowy
- jawnobiegunowy
- kubkowy
- bezżłobkowy
- małej mocy – ułamkowy i mikroułamkowy
- momentowy
- morski
- nastawczy
- nawrotny
- o dużej przeciążalności
- okapturzony
- okrętowy
- o jednym kierunku obrotów
- otwarty
- o stałym momencie obrotowym
- położeniowy
- pomiarowy
- potokowy – walcowniczy
- potrójny
- przekładniowy
- reluktancyjny
- repulsyjny
- synchroniczny wału elektrycznego
- szybkoobrotowy
- trakcyjny
- tarczowy
- ukrytobiegunowy
- uniwersalny
- wibracyjny
- zamknięty
- z obwodami drukowanymi
- zwartobiegunowy.